# Megastethodon ferociens
Megastethodon ferociens är en insektsart som först beskrevs av Butler 1874.  Megastethodon ferociens ingår i släktet Megastethodon och familjen spottstritar. Inga underarter finns listade i Catalogue of Life.